# Georges Chaulet
Pour les articles homonymes, voir Chaulet.
Georges Chaulet, également connu sous le pseudonyme de Bob Robert, né le 25 janvier 1931 à Paris et mort le 13 octobre 2012 à Antony, est un écrivain français.
Il est l'auteur de plus de cent cinquante romans pour la jeunesse dont la célèbre série Fantômette mais aussi le scénariste de la série de bande dessinée Les 4 As (46 tomes), avec les dessins de François Craenhals.

## Biographie

### Jeunesse
Sa mère est commerçante, son père ingénieur des ponts et chaussées. Après une année au Caire, la famille s'installe en 1936 à Antony (Hauts-de-Seine), ville que Georges Chaulet ne quittera plus.
Après son baccalauréat, Georges Chaulet entre à l'École des beaux-arts de Paris, en section architecture. De 1952 à 1954, il effectue son service national en Allemagne, puis revient à Antony où il travaille à la brûlerie de café que ses parents viennent d'ouvrir, tout en se préparant à la carrière qu'il a choisie : écrivain.

### Carrière
Lorsque Georges Chaulet  vient proposer sa première série Les 4 As superdétectives aux éditions Hachette en 1957, celles-ci viennent d'acquérir les droits des œuvres d'Enid Blyton et notamment du Club des Cinq. Les deux séries mettent en scène quatre adolescents et un chien dans des aventures de détective, Hachette refuse donc la proposition de Chaulet. Ce sont finalement les éditions Casterman qui la publient, confiant les illustrations à François Craenhals. Très vite, Les 4 As devient une série de bande dessinée.
Fort de ce premier succès, George Chaulet propose une nouvelle série aux éditions Hachette, qui cette fois acceptent :  Fantômette est née. Quarante-neuf volumes se succèdent de 1961 à 1987 dans la Bibliothèque rose. La série est également adaptée à la télévision en prises de vues réelles en 1993 puis en animation en 2000.
Par la suite, l'écrivain lance plusieurs séries au succès variable : Le Petit Lion (d'après la série télévisée d'animation homonyme), Béatrice, Étincelle, Les 3D, Le Prince Charmant, Les Trésors. Il écrit aussi sur commande des novélisations : Inspecteur Gadget, Candy, Mickey, etc.
En 2006, pour célébrer les cent cinquante ans de la Bibliothèque rose et après dix-huit ans d'absence, Georges Chaulet écrit une cinquantième aventure de son héroïne-fétiche : Le Retour de Fantômette. Deux aventures achèvent la série : Fantômette a la main verte (2007) et Fantômette et le magicien (2009).
Pour un tome, en 2007, Sergio Salma et Alain Maury reprennent Les 4 As. Cela signe la fin de la série.
Il écrit également sous le nom de Bob Robert plusieurs novélisations.

## Œuvre

### SérieLe Prince Charmant
Illustrations de Frankie Merlier, coll. Bibliothèque rose, Hachette.
- 1979 : Le Prince Charmant chez la fée Pervenche.
- 1979 : Le Prince Charmant et le magicien.
- 1979 : Le Trésor du prince Charmant.
- 1980 : Le Prince Charmant face au géant.
- 1980 : Le Prince Charmant contre la Sorcière Verte.
- 1981 : Le Prince Charmant et le cheval volant.
- 1981 : Le Prince Charmant et les sept princesses.

### Autres
- 1963 : Les 3D à la chasse aux timbres, illustrations de Jacques Fromont, Hachette, coll. Nouvelle Bibliothèque rose.
- 1964 : Les 3D à l'hôtel flottant, ill. de Jacques Fromont, Nouvelle Bibliothèque rose.
- 1963 : Une rapière pour Béatrice, ill. François Batet, coll. Bibliothèque verte.
- 1965 : Béatrice au grand galop, il. François Batet, Bibliothèque verte.
- 1965 : Béatrice à l'abordage, ill. François Batet, Bibliothèque verte.
- 1966 : Le Bathyscaphe d'or, ill. de François Batet, Idéal-Bibliothèque.
- 1989 : Le Trésor de la Trinité, Bibliothèque rose.
- 1989 : Le Trésor des Apaches, Bibliothèque rose.
- 1989 : Le Trésor des Templiers, Bibliothèque rose.
- 1990 : Le Trésor des alchimistes, Bibliothèque rose.

### SérieCandy Candy
Collection Bibliothèque rose, Hachette.
- 1981 : Candy au Collège, illustrations de Jeanne Bazin.
- 1981 : Le Retour de Candy.
- 1982 : Candy infirmière.
- 1982 : Les Succès de Candy.
- 1982 : Les Vacances de Candy.
- 1983 : Bonne chance, Candy !.
- 1983 : Candy tremble pour Capucin.
- 1983 : Un Nouvel ami pour Candy.
- 1984 : Candy et la poupée de chiffon.
- 1984 : Candy Fleur-de-Neige.
- 1984 : Candy joue la comédie.
- 1984 : Candy mène l'enquête.
- 1984 : Le Secret de Candy.
- 1985 : Candy contre Candy.
- 1985 : Candy et le chat persan.
- 1985 : Un rêve de Candy.
- 1986 : Candy et la lettre mystérieuse'
- 1986 : Mission étrange pour Candy.
- 1987 : Candy monte en ballon.
- 1987 : Un rôle en or pour Candy.